# قائمة العملات التذكارية والميداليات الأمريكية (عقد 2010)

## 2010

### عملات غير متداولة
| قيمة العملة | العملة                                        | تصميم الوجه الأمامي                                                    | تصميم الوجه الخلفي                                                             | المعدن            | السكّ                                                                        | التوافر | الوجه الأمامي | الوجه الخلفي |
| ----------- | --------------------------------------------- | ---------------------------------------------------------------------- | ------------------------------------------------------------------------------ | ----------------- | --------------------------------------------------------------------------- | ------- | ------------- | ------------ |
| $1          | الدولار الفضي لقدامى المحاربين المعاقين       | أقدام وأحذية ثلاثة محاربين قدامى                                       | زهرة أذن الفأر عند قاعدة إكليل ملفوف بشريط يدعمه ويحتضن مجموعات من فروع البلوط | Ag 90%, Cu 10%    | تمت الموافقة على: 350,000 (حد أقصى) غير متداولة: 78,101 W إثبات: 202,970 W  | 2010    |               |              |
| $1          | الدولار الفضي لمئوية فتيان الكشافة الأمريكيين | شبل كشافة في المقدمة مع فتى كشافة وفتاة متطوعة في الخلفية يؤدون التحية | الشعار العالمي للكشافة الأمريكية                                               | فضة 90%, نحاس 10% | تمت الموافقة على: 350,000 (حد أقصى) غير متداولة: 105,000 P إثبات: 245,000 P | 2010    |               |              |
| $10         | عُقاب أبيجيل فيلمور                            | أبيجيل فيلمور                                                          | السيدة فيلمور تقوم بترتيب الكتب في مكتبة البيت الأبيض، التي أسستها.            | فضة 99.99%        | تمت الموافقة على: 15,000 (حد أقصى) غير متداولة: 3,482 W إثبات: 6,130 W      | 2010    |               |              |
| $10         | عُقاب جين بيرس                                 | جين بيرس                                                               | السيدة بيرس في صالة الزوار في غرفة مجلس الشيوخ القديمة، تستمع إلى مناقشة.      | ذهب 99.99%        | تمت الموافقة على: 15,000 (حد أقصى) غير متداولة: 3,338 W إثبات: 4,775 W      | 2010    |               |              |
| $10         | عُقاب الحرية لجيمس بيوكانان                    | تصوير لإلهة الحرية                                                     | جيمس بيوكانان يعمل كأمين حسابات في متجر العائلة.                               | ذهب 99.99%        | تمت الموافقة على: 15,000 (حد أقصى) غير متداولة: 5,162 W إثبات: 7,110 W      | 2010    |               |              |
| $10         | عُقاب ماري تود لنكولن                          | ماري تود لنكولن                                                        | السيدة لنكولن تقدم الزهور وكتابًا لجنود الاتحاد خلال الحرب الأهلية.             | ذهب 99.99%        | تمت الموافقة على: 20,000 (حد أقصى) غير متداولة: 3,695 W إثبات: 6,861 W      | 2010    |               |              |

### عملات متداولة
| قيمة العملة | العملة                               | تصميم الوجه الأمامي | تصميم الوجه الخلفي                                           | السكّ | الوجه | الوجه الخلفي |
| ----------- | ------------------------------------ | ------------------- | ------------------------------------------------------------ | --- | ----- | ------------ |
| 25¢         | ربع دولار حديقة هوت سبرينجس الوطنية  | جورج واشنطن         | مقر الحديقة مع نافورة حرارية أمامه                           | متداولة: 35,600,000 P 34,000,000 D غير متداولة: ---- P (satin) ---- D (satin) إثبات: 1,401,903 S (غلاف) 859,435 S (فضة) |       |              |
| 25¢         | ربع دولار حديقة ييلو ستون الوطنية    | جورج واشنطن         | حيوان بيسون أمريكي مع نافورة أولد فيثفول                     | متداولة: 33,600,000 P 34,800,000 D غير متداولة: ---- P (satin) ---- D (satin) إثبات: 1,402,756 S (غلاف) 859,435 S (فضة) |       |              |
| 25¢         | ربع دولار حديقة يوسمايت الوطنية      | جورج واشنطن         | إل كابيتان                                                   | متداولة: 35,200,000 P 34,800,000 D غير متداولة: ---- P (satin) ---- D (satin) إثبات: 1,400,215 S (غلاف) 859,435 S (فضة) |       |              |
| 25¢         | ربع دولار حديقة جراند كانيون الوطنية | جورج واشنطن         | وادي ماربل ‏                                                  | متداولة: 34,800,000 P 35,400,000 D غير متداولة: ---- P (satin) ---- D (satin) إثبات: 1,399,970 S (غلاف) 859,435 S (فضة) |       |              |
| 25¢         | ربع دولار غابة جبل هود الوطنية       | جورج واشنطن         | جبل هود وبحيرة "لوست"                                        | متداولة: 34,400,000 P 34,400,000 D غير متداولة: ---- P (satin) ---- D (satin) إثبات: 1,397,101 S (غلاف) 859,435 S (فضة) |       |              |
| $1          | دولار ساكاجويا                       | ساكاجاويا           | هيواذا بيلت، من قبيلة هيواذا للسكان الأصليين، تحيط بخمس سهام | متداولة: 32,060,000 P 48,720,000 D غير متداولة: ---- P ---- D إثبات: 1,689,216 S                                        |       |              |
| $1          | دولار ميلارد فيلمور                  | ميلارد فيلمور       | تمثال الحرية                                                 | متداولة: 35,560,000 P 37,100,000 D غير متداولة ---- P (satin) ---- D (satin) إثبات: 2,224,613 S                         |       |              |
| $1          | دولار فرانكلين بيرس                  | فرانكلين بيرس       | تمثال الحرية                                                 | متداولة: 38,080,000 P 37,940,000 D غير متداولة ---- P (satin) ---- D (satin) إثبات: 2,224,613 S                         |       |              |
| $1          | دولار جيمس بيوكانان                  | جيمس بيوكانان       | تمثال الحرية                                                 | متداولة: 37,660,000 P 36,820,000 D غير متداولة ---- P (satin) ---- D (satin) إثبات: 2,224,613 S                         |       |              |
| $1          | دولار أبراهام لنكولن                 | أبراهام لنكولن      | تمثال الحرية                                                 | متداولة: 37,100,000 P 37,100,000 D غير متداولة ---- P (satin) ---- D (satin) إثبات: 2,224,613 S                         |       |              |

### ميداليات
| الميدالية                     | تصميم الوجه الأمامي | تصميم الوجه الخلفي                                                        | السكّ | التاريخ | الوجه | الوجه الخلفي |
| ----------------------------- | ------------------- | ------------------------------------------------------------------------- | ---- | ------- | ----- | ------------ |
| ميدالية أبيجيل فيلمور         | أبيجيل فيلمور       | السيدة فيلمور تقوم بترتيب الكتب في مكتبة البيت الأبيض، التي أسستها.       |      | 2010    |       |              |
| ميدالية جين بيرس              | جين بيرس            | السيدة بيرس في صالة الزوار في غرفة مجلس الشيوخ القديمة، تستمع إلى مناقشة. |      | 2010    |       |              |
| ميدالية الحرية لجيمس بيوكانان | تصوير لإلهة الحرية  | جيمس بيوكانان يعمل كأمين حسابات في متجر العائلة.                          |      | 2010    |       |              |
| ميدالية ماري تود لنكولن       | ماري تود لنكولن     | السيدة لنكولن تقدم الزهور وكتابًا لجنود الاتحاد خلال الحرب الأهلية.        |      | 2010    |       |              |

## 2011

### عملات غير متداولة
| قيمة العملة | العملة                   | تصميم الوجه الأمامي                                                                 | تصميم الوجه الخلفي                                                                                                   | المعدن                   | السكّ                                                                       | التاريخ                              | الوجه الأمامي | الوجه الخلفي |
| ----------- | ------------------------ | ----------------------------------------------------------------------------------- | --- | ------------------------ | -------------------------------------------------------------------------- | ------------------------------------ | ------------- | ------------ |
| $1          | دولار ميدالية الشرف      | تصميمات ميداليات الشرف للجيش والبحرية وسلاح الجو                                    | جندي حاملاً رفيقه الجريح                                                                                              | فضة 90%, نحاس 10%        | تمت الموافقة على: 500,000 (حد أقصى) غير متداولة: 44,769 S إثبات: 112,850 P | 2011                                 |               |              |
| $5          | نصف عُقاب ميدالية         | التصميم الأصلي (1861) لميدالية الشرف                                                | مينيرفا تحمل درعًا وعلم الاتحاد، يحيط بها مدفعان من عصر الحرب الأهلية                                                 | ذهب 90%, فضة 6%, نحاس 4% | تمت الموافقة على: 100,000 (حد أقصى) غير متداولة: 8,251 S إثبات: 18,012 S   | 2011                                 |               |              |
| 50¢         | نصف دولار الجيش الأمريكي |                                                                                     | جندي مسلح ببندقية و13 نجمة                                                                                           | نحاس 92%, نيكل 8%        | تمت الموافقة على: 750,000 (حد أقصى) غير متداولة: 39,461 D إثبات: 68,349 S  | 2011                                 |               |              |
| $1          | دولار الجيش الأمريكي     | جنديان: رجل وامرأة                                                                  | "الختم الكبير للولايات المتحدة محاطًا بسبع فضائل للجيش"                                                               | فضة 90%, نحاس 10%        | تمت الموافقة على: 500,000 (حد أقصى) غير متداولة: 43,517 S إثبات: 119,829 S | 2011                                 |               |              |
| $5          | نصف عقاب الجيش الأمريكي  | جنود قارّيون، من الحرب الأهلية، والحقبة الحديثة، والحربين العالميتين الثانية والأولى | بناءً على شعار الجيش الأمريكي، الأسلحة التقليدية بما في ذلك الدروع، المدافع، والأعلام المتقاطعة.                      | ذهب 90%, فضة 6%, نحاس 4% | تمت الموافقة على: 100,000 (حد أقصى) غير متداولة: 8,062 P إثبات: 17,173 P   | 2011                                 |               |              |
| $10         | عُقاب إليزا جونسون        | إليزا جونسون                                                                        | ثلاثة أطفال يرقصون وعازف كمان من فرقة مشاة البحرية في حفل الأطفال الذي أقيم بمناسبة عيد الميلاد الستين للرئيس جونسون | ذهب 99.99%               | تمت الموافقة على: 15,000 (حد أقصى) غير متداولة: 2,905 W إثبات: 3,887 W     | مايو 5, 2011 – يونيو 20, 2012        |               |              |
| $10         | عُقاب جوليا جرانت         | جوليا جرانت                                                                         | جرانت وجوليا دينت (وهي شابة) يركبان الخيل في وايت هافن، منزل عائلتها                                                 | ذهب 99.99%               | تمت الموافقة على: 15,000 (حد أقصى) غير متداولة: 2,892 W إثبات: 3,943 W     | June 23, 2011 – August 28, 2012      |               |              |
| $10         | عُقاب لوسي هايز           | لوسي هايز                                                                           | لوسي هايز تستضيف أول سباق دحرجة بيض عيد الفصح ‏ في البيت الأبيض، 1877                                                 | ذهب 99.99%               | تمت الموافقة على: 15,000 (حد أقصى) غير متداولة: 2,196 W إثبات: 3,868 W     | سبتمبر 1, 2011 – December 31, 2012   |               |              |
| $10         | عُقاب لوكريشيا غارفيلد    | لوكريشيا غارفيلد                                                                    | "السيدة غارفيلد ترسم على قماش مع فرشاة ولوحة                                                                         | ذهب 99.99%               | تمت الموافقة على: 15,000 (حد أقصى) غير متداولة: 2,168 W إثبات: 3,653 W     | December 1, 2011 – December 31, 2012 |               |              |

### عملات متداولة
| قيمة العملة | العملة                                    | تصميم الوجه الأمامي | تصميم الوجه الخلفي                          | السكّ                                                                         | الوجه الأمامي | الوجه الخلفي |
| ----------- | ----------------------------------------- | ------------------- | ------------------------------------------- | ---------------------------------------------------------------------------- | ------------- | ------------ |
| 25¢         | ربع دولار حديقة جيتيسبرج العسكرية الوطنية | جورج واشنطن         | النصب التذكاري لفرقة المشاة 72 في بنسلفانيا | متداولة: 30,400,000 P 30,800,000 D إثبات: 1,271,553 S (غلاف) 722,076 S (فضة) |               |              |
| 25¢         | ربع دولار حديقة جلاسير الوطنية            | جورج واشنطن         | ماعز جبلي وجبل رينولدز ‏                     | متداولة: 30,400,000 P 31,200,000 D إثبات: 1,268,452 S (غلاف) 722,076 S (فضة) |               |              |
| 25¢         | ربع دولار الحديقة الأولمبية الوطنية       | جورج واشنطن         |                                             | متداولة: 30,400,000 P 30,600,000 D إثبات: 1,267,361 S (غلاف) 722,076 S (فضة) |               |              |
| 25¢         | ربع دولار حديقة فيكسبرج العسكرية الوطنية  | جورج واشنطن         |                                             | متداولة: 30,800,000 P 33,400,000 D إثبات: 1,267,691 S (غلاف) 722,076 S (فضة) |               |              |
| 25¢         | ربع دولار منطقة تشيكاسو الترفيهية الوطنية | جورج واشنطن         | جسر لنكولن                                  | متداولة: 73,800,000 P 69,400,000 D إثبات: 1,266,010 S (غلاف) 722,076 S (فضة) |               |              |
| $1          | ربع دولار ساكاجاويا "الدبلوماسية          | ساكاجاويا           |                                             | متداولة: 29,400,000 P 48,160,000 D إثبات: 1,673,010 S                        |               |              |
| $1          | دولار أندرو جونسون                        | أندرو جونسون        | تمثال الحرية                                | متداولة: 35,560,000 P 37,100,000 D إثبات: 1,972,863 S                        |               |              |
| $1          | دولار يوليسيس جرانت                       | يوليسيس جرانت       | تمثال الحرية                                | متداولة: 38,080,000 P 37,940,000 D إثبات: 1,972,863 S                        |               |              |
| $1          | دولار رذرفورد هايز                        | رذرفورد هايز        | تمثال الحرية                                | متداولة: 37,660,000 P 36,820,000 D إثبات: 1,972,863 S                        |               |              |
| $1          | دولار جيمس جارفيلد                        | جيمس جارفيلد        | تمثال الحرية                                | متداولة: 37,100,000 P 37,100,000 D إثبات: 1,972,863 S                        |               |              |

### ميداليات
| الميدالية                | تصميم الوجه الأمامي | تصميم الوجه الخلفي                                                                                                   | السكّ                 | التاريخ | الوجه الأمامي | الوجه الخلفي |
| ------------------------ | ------------------- | --- | -------------------- | ------- | ------------- | ------------ |
| ميدالية إليزا جونسون     | إليزا جونسون        | ثلاثة أطفال يرقصون وعازف كمان من فرقة مشاة البحرية في حفل الأطفال الذي أقيم بمناسبة عيد الميلاد الستين للرئيس جونسون | غير متداولة ---- (P) | 2011    |               |              |
| ميدالية جوليا جرانت      | جوليا جرانت         | غرانت وجوليا دينت (وهي شابّة) يركبان الخيل في وايت هافن، منزل عائلتها                                                 | غير متداولة ---- (P) | 2011    |               |              |
| ميدالية لوسي هايز        | لوسي هايز           | لوسي هايز تستضيف أول سباق دحرجة بيض عيد الفصح ‏ في البيت الأبيض، 1877                                                 | غير متداولة ---- (P) | 2011    |               |              |
| ميدالية لوكريشيا جارفيلد | لوكريشيا جارفيلد    | "السيدة غارفيلد ترسم على قماش مع فرشاة ولوحة                                                                         | غير متداولة ---- (P) | 2011    |               |              |

## 2012

### عملات غير متداولة
| قيمة العملة | العملة                                | تصميم الوجه الأمامي | تصميم الوجه الخلفي                              | المعدن                   | السكّ                                                                       | التاريخ                               | الوجه | الوجه الخلفي |
| ----------- | ------------------------------------- | ------------------- | ----------------------------------------------- | ------------------------ | -------------------------------------------------------------------------- | ------------------------------------- | ----- | ------------ |
| $1          | دولار جندي المشاة ‏                    |                     |                                                 | فضة 90%, نحاس 10%        | تمت الموافقة على: 350,000 (حد أقصى) غير متداولة: 44,348 W إثبات: 161,151 W | 2012                                  |       |              |
| $1          | دولار راية النجوم                     |                     |                                                 | فضة 90%, نحاس 10%        | تمت الموافقة على: 500,000 (حد أقصى) غير متداولة: 41,679 S إثبات: 168,981 P | 2012                                  |       |              |
| $5          | نصف عُقاب راية النجوم                  |                     |                                                 | ذهب 90%, فضة 6%, نحاس 4% | تمت الموافقة على: 100,000 (حد أقصى) غير متداولة: 7,006 W إثبات: 18,299 W   | 2012                                  |       |              |
| $10         | عُقاب أليس بول                         | أليس بول            | أليس بول تمشي قُدمًا، في إشارة لدفاعها عن النساء  | ذهب 99.99%               | تمت الموافقة على: 13,000 (حد أقصى) غير متداولة: 2,798 W إثبات: 3,505 W     | October 11, 2012 – December 31, 2013  |       |              |
| $10         | عُقاب فرانسيس كليفلاند (المدة الأولى)  | فرانسيس كليفلاند    | فرانسيس كليفلاند تستضيف اجتماعًا للنساء العاملات | ذهب 99.99%               | تمت الموافقة على: 13,000 (حد أقصى) غير متداولة: 2,454 W إثبات: 3,158 W     | November 15, 2012 – December 31, 2013 |       |              |
| $10         | عُقاب كارولين هاريسون                  | كارولين هاريسون     |                                                 | ذهب 99.99%               | تمت الموافقة على: 13,000 (حد أقصى) غير متداولة: 2,436 W إثبات: 3,046 W     | December 6, 2012 – December 31, 2013  |       |              |
| $10         | عُقاب فرانسيس كليفلاند (المدة الثانية) | فرانسيس كليفلاند    | فرانسيس كليفلاند تُلقي خطبة                      | ذهب 99.99%               | تمت الموافقة على: 13,000 (حد أقصى) غير متداولة: 2,425 W إثبات: 3,104 W     | December 20, 2012 – December 31, 2013 |       |              |

### عملات متداولة
| قيمة العملة | العملة                                         | تصميم الوجه الأمامي | تصميم الوجه الخلفي                       | السكّ                                                                                                  | الوجه الأمامي | الوجه الخلفي |
| ----------- | ---------------------------------------------- | ------------------- | ---------------------------------------- | --- | ------------- | ------------ |
| 25¢         | El Yunque National Forest quarter              | جورج واشنطن         |                                          | متداولة: 25,800,000 P 25,000,000 D غير متداولة: 1,679,240 S إثبات: 1,010,361 S (غلاف) 557,891 S (فضة) |               |              |
| 25¢         | Chaco Culture National Historical Park quarter | جورج واشنطن         |                                          | متداولة: 22,000,000 P 22,000,000 D غير متداولة: 1,389,020 S إثبات: 960,049 S (غلاف) 557,891 S (فضة)   |               |              |
| 25¢         | Acadia National Park quarter                   | جورج واشنطن         |                                          | متداولة: 24,800,000 P 21,606,000 D غير متداولة: 1,409,120 S إثبات: 960,409 S (غلاف) 557,891 S (فضة)   |               |              |
| 25¢         | Hawaii Volcanoes National Park quarter         | جورج واشنطن         | بركان كيلاويا                            | متداولة: 46,200,000 P 78,600,000 D غير متداولة: 1,407,520 S إثبات: 961,272 S (غلاف) 557,891 S (فضة)   |               |              |
| 25¢         | Denali National Park and Preserve quarter      | جورج واشنطن         | A خروف دال with دينالي in the background | متداولة: 135,400,000 P 166,600,000 D غير متداولة: 1,401,920 S إثبات: 957,856 S (غلاف) 557,891 S (فضة) |               |              |
| $1          | Native American "Trade Routes" dollar [Note 1] | ساكاجاويا           |                                          | غير متداولة: 2,800,000 P 3,080,000 D إثبات: 1,189,445 S                                               |               |              |
| $1          | دولار تشستر آرثر                               | تشستر آرثر          | تمثال الحرية                             | غير متداولة: 6,020,000 P 4,060,000 D إثبات: 1,438,710 S                                               |               |              |
| $1          | دولار جروفر كليفلاند (المدة الأولى)            | جروفر كليفلاند      | تمثال الحرية                             | غير متداولة: 5,460,000 P 4,060,000 D إثبات: 1,438,710 S                                               |               |              |
| $1          | دولار بنجامين هاريسون                          | بنجامين هاريسون     | تمثال الحرية                             | غير متداولة: 5,640,001 P 4,200,000 D إثبات: 1,438,710 S                                               |               |              |
| $1          | دولار جروفر كليفلاند (المدة الثانية)           | جروفر كليفلاند      | تمثال الحرية                             | غير متداولة: 10,680,000 P 3,920,000 D إثبات: 1,438,710 S                                              |               |              |

### ميداليات
| الميدالية                                | تصميم الوجه الأمامي | تصميم الوجه الخلفي                              | السكّ                 | التاريخ | الوجه الأمامي | الوجه الخلفي |
| ---------------------------------------- | ------------------- | ----------------------------------------------- | -------------------- | ------- | ------------- | ------------ |
| ميداليبة أليس بول                        | أليس بول            | أليس بول تمشي قدمًا، في إشارة لدفاعها عن النساء  | غير متداولة ---- (P) | 2012    |               |              |
| ميدالية فرانسيس كليفلاند (المدة الأولى)  | فرانسيس كليفلاند    | فرانسيس كليفلاند تستضيف اجتماعًا للنساء العاملات | غير متداولة ---- (P) | 2012    |               |              |
| ميدالية كارولين هاريسون                  | كارولين هاريسون     | زهرة أوركيد وفُرش رسم                            | غير متداولة ---- (P) | 2012    |               |              |
| ميدالية فرانسيس كليفلاند (المدة الثانية) | فرانسيس كليفلاند    | فرانسيس كليفلاند تُلقي خطبة                      | غير متداولة ---- (P) | 2012    |               |              |

## 2013

### عملات غير متداولة
| قيمة العملة | العملة                               | تصميم الوجه الأمامي                                       | تصميم الوجه الخلفي | المعدن                   | السكّ                                                                      | التاريخ                           | الوجه الأمامي | الوجه الخلفي |
| ----------- | ------------------------------------ | --------------------------------------------------------- | --- | ------------------------ | ------------------------------------------------------------------------- | --------------------------------- | ------------- | ------------ |
| $1          | Girl Scouts of the USA silver dollar | Three girls representing the different ages and diversity | The iconic trefoil/profiles symbol of the فتيات كشافة الولايات المتحدة                                                                              | فضة 90%, نحاس 10%        | تمت الموافقة على: 350,000 (حد أقصى) غير متداولة: 37,462 W إثبات: 86,355 W | 2013                              |               |              |
| 50¢         | 5-Star Generals half dollar          | هنري أرنولد (عسكري) and Omar N. Bradley                   | The heraldic crest of Fort Leavenworth, site of the CGSC                                                                                            | نحاس 92%, نيكل 8%        | تمت الموافقة على: 750,000 (حد أقصى) غير متداولة: 38,095 P إثبات: 47,326 S | 2013                              |               |              |
| $1          | 5-Star Generals dollar               | George C. Marshall and دوايت أيزنهاور                     | The Leavenworth Lamp, the symbol of the CGSC | فضة 90%, نحاس 10%        | تمت الموافقة على: 500,000 (حد أقصى) غير متداولة: 34,638 W إثبات: 69,283 P | 2013                              |               |              |
| $5          | 5-Star Generals half eagle           | دوغلاس ماكارثر                                            | The Leavenworth Lamp, the symbol of the CGSC | ذهب 90%, فضة 6%, نحاس 4% | تمت الموافقة على: 100,000 (حد أقصى) غير متداولة: 5,667 P إثبات: 15,834 S  | مارس 21, 2013 - December 31, 2013 |               |              |
| $10         | Ida McKinley eagle                   | Ida McKinley                                              | Mrs. McKinley's hands crocheting slippers | ذهب 99.99%               | تمت الموافقة على: 10,000 (حد أقصى) غير متداولة: 2,008 W إثبات: 2,724 W    | 2013 - 2015                       |               |              |
| $10         | عُقاب إديث روزفلت                     | إديث روزفلت                                               | Image of the White House with compass and "The White House Restored 1902"                                                                           | ذهب 99.99%               | تمت الموافقة على: 10,000 (حد أقصى) غير متداولة: 2,027 W إثبات: 2,840 W    | 2013 - 2015                       |               |              |
| $10         | عُقاب هيلين تافت                      | هيلين تافت                                                | ساكورا of Prunus serrulata, brought to Washington, DC by Mrs. Taft                                                                                  | ذهب 99.99%               | تمت الموافقة على: 10,000 (حد أقصى) غير متداولة: 1,993 W إثبات: 2,598 W    | 2013 - 2015                       |               |              |
| $10         | عُقاب إلين ويلسون                     | إلين ويلسون                                               | Commemoration of Mrs. Wilson's creation of the White House Rose Garden                                                                              | ذهب 99.99%               | تمت الموافقة على: 10,000 (حد أقصى) غير متداولة: 1,980 W إثبات: 2,511 W    | 2013 - 2015                       |               |              |
| $10         | Edith Wilson eagle                   | Edith Wilson                                              | Image commemorating Mrs. Wilson's support for her husband after his stroke؛ the President holds onto a cane with Edith's hand resting warmly on top | ذهب 99.99%               | تمت الموافقة على: 10,000 (حد أقصى) غير متداولة: 1,974 W إثبات: 2,464 W    | 2013 - 2015                       |               |              |

### عملات متداولة
| قيمة العملة | العملة                                                   | تصميم الوجه الأمامي | تصميم الوجه الخلفي     | السكّ                                                                                                  | الوجه الأمامي | الوجه الخلفي |
| ----------- | -------------------------------------------------------- | ------------------- | ---------------------- | --- | ------------- | ------------ |
| 25¢         | White Mountain National Forest quarter                   | جورج واشنطن         |                        | متداولة: 68,800,000 P 107,600,000 D غير متداولة: 1,606,900 S إثبات: 950,080 S (غلاف) 579,409 S (فضة)  |               |              |
| 25¢         | Perry's Victory and International Peace Memorial quarter | جورج واشنطن         |                        | متداولة: 107,800,000 P 131,600,000 D غير متداولة: 1,425,860 S إثبات: 913,563 S (غلاف) 579,409 S (فضة) |               |              |
| 25¢         | Great Basin National Park quarter                        | جورج واشنطن         |                        | متداولة: 122,400,000 P 141,400,000 D غير متداولة: 1,316,580 S إثبات: 911,525 S (غلاف) 579,409 S (فضة) |               |              |
| 25¢         | Fort McHenry National Monument quarter                   | جورج واشنطن         |                        | متداولة: 120,000,000 P 151,400,000 D غير متداولة: 1,314,740 S إثبات: 911,451 S (غلاف) 579,409 S (فضة) |               |              |
| 25¢         | Mount Rushmore National Memorial quarter                 | جورج واشنطن         | عمال ينحتون جبل راشمور | متداولة: 231,800,000 P 272,400,000 D غير متداولة: 1,373,260 S إثبات: 920,695 S (غلاف) 579,409 S (فضة) |               |              |
| $1          | Native American "Delaware Treaty" dollar [Note 1]        | ساكاجاويا           |                        | غير متداولة: 1,820,000 P 1,820,000 D إثبات: 1,192,690 S                                               |               |              |
| $1          | دولار ويليام ماكينلي [Note 1]                            | ويليام ماكينلي      | تمثال الحرية           | غير متداولة: 4,760,000 P 3,365,100 D إثبات: 1,449,415 S                                               |               |              |
| $1          | دولار ثيودور روزفلت [Note 1]                             | ثيودور روزفلت       | تمثال الحرية           | غير متداولة: 5,310,700 P 3,920,000 D إثبات: 1,449,415 S                                               |               |              |
| $1          | William Howard Taft dollar [Note 1]                      | ويليام هوارد تافت   | تمثال الحرية           | غير متداولة: 4,760,000 P 3,360,000 D إثبات: 1,449,415 S                                               |               |              |
| $1          | دولار وودرو ويلسون [Note 1]                              | وودرو ويلسون        | تمثال الحرية           | غير متداولة: 4,620,000 P 3,360,000 D إثبات: 1,449,415 S                                               |               |              |

### ميداليات
| الميدالية           | تصميم الوجه الأمامي | تصميم الوجه الخلفي | السكّ                 | التاريخ | الوجه | الوجه الخلفي |
| ------------------- | ------------------- | --- | -------------------- | ------- | ----- | ------------ |
| Ida McKinley medal  | Ida McKinley        | Mrs. McKinley's hands crocheting slippers | غير متداولة ---- (P) | 2013    |       |              |
| ميدالية إديث روزفلت | إديث روزفلت         | Image of the White House with compass and "The White House Restored 1902"                                                                           | غير متداولة ---- (P) | 2013    |       |              |
| ميدالية هيلين تافت  | هيلين تافت          | Cherry blossom of Prunus serrulata, brought to Washington, DC by Mrs. Taft                                                                          | غير متداولة ---- (P) | 2013    |       |              |
| ميدالية إلين ويلسون | إلين ويلسون         | Commemoration of Mrs. Wilson's creation of the White House Rose Garden                                                                              | غير متداولة ---- (P) | 2013    |       |              |
| Edith Wilson medal  | Edith Wilson        | Image commemorating Mrs. Wilson's support for her husband after his stroke; the President holds onto a cane with Edith's hand resting warmly on top | غير متداولة ---- (P) | 2013    |       |              |

## 2014

### عملات غير متداولة
| قيمة العملة | العملة                                     | تصميم الوجه الأمامي                                 | تصميم الوجه الخلفي | المعدن                   | السكّ                                                                        | التاريخ     | الوجه الأمامي | الوجه الخلفي |
| ----------- | ------------------------------------------ | --------------------------------------------------- | --- | ------------------------ | --------------------------------------------------------------------------- | ----------- | ------------- | ------------ |
| $1          | Civil Rights Act of 1964 dollar            | Three people holding hands at a civil rights march  | Three flames intertwined | فضة 90%, نحاس 10%        | تمت الموافقة على: 350,000 (حد أقصى) غير متداولة: 24,720 P إثبات: 61,992 P   | 2014        |               |              |
| 50¢         | National Baseball Hall of Fame half dollar | Baseball glove                                      | Baseball | نحاس 92%, نيكل 8%        | تمت الموافقة على: 750,000 (حد أقصى) غير متداولة: 176,446 D إثبات: 257,173 S | 2014        |               |              |
| $1          | National Baseball Hall of Fame dollar      | Baseball glove                                      | Baseball | فضة 90%, نحاس 10%        | تمت الموافقة على: 400,000 (حد أقصى) غير متداولة: 131,924 P إثبات: 268,076 P | 2014        |               |              |
| $5          | National Baseball Hall of Fame half eagle  | Baseball glove                                      | Baseball | ذهب 90%, فضة 6%, نحاس 4% | تمت الموافقة على: 50,000 (حد أقصى) غير متداولة: 17,677 W إثبات: 32,427 W    | 2014        |               |              |
| 50¢         | 50th Anniversary Gold Kennedy half dollar  | Kennedy half dollar obverse: Portrait of جون كينيدي | Kennedy half dollar reverse: Eagle surrounded by 50 stars                                                                             | ذهب 99.99%               | تمت الموافقة على: 75,000 (حد أقصى) إثبات: ---- W                            | 2014        |               |              |
| $10         | Florence Harding eagle                     | فلورنسا هاردينغ                                     | Items relating to Mrs. Harding's life: ballots and ballot box, camera, torch, and initials referencing الحرب العالمية الأولى veterans | ذهب 99.99%               | تمت الموافقة على: 10,000 (حد أقصى) غير متداولة: 1,944 W إثبات: 2,372 W      | 2014 – 2015 |               |              |
| $10         | Grace Coolidge eagle                       | غريس كوليدج                                         | U.S.A. spelled out in لغة الإشارة الأمريكية in front of the White House                                                               | ذهب 99.99%               | تمت الموافقة على: 10,000 (حد أقصى) غير متداولة: 1,949 W إثبات: 2,315 W      | 2014 – 2015 |               |              |
| $10         | Lou Hoover eagle                           | Lou Hoover                                          | Radio commemorating Mrs. Hoover's radio address of 19 April 1929, the first by a First Lady                                           | ذهب 99.99%               | تمت الموافقة على: 10,000 (حد أقصى) غير متداولة: 1,936 W إثبات: 2,392 W      | 2014 – 2015 |               |              |
| $10         | Eleanor Roosevelt eagle                    | إليانور روزفلت                                      | A hand lighting a candle, symbolizing her life's work and the global impact of her humanitarian initiatives                           | ذهب 99.99%               | تمت الموافقة على: 10,000 (حد أقصى) غير متداولة: 1,886 W إثبات: 2,377 W      | 2014 – 2015 |               |              |

### عملات متداولة
| قيمة العملة | العملة                                                    | تصميم الوجه الأمامي | تصميم الوجه الخلفي | السكّ | الوجه الأمامي | الوجه الخلفي |
| ----------- | --------------------------------------------------------- | ------------------- | --- | --- | ------------- | ------------ |
| 25¢         | Great Smoky Mountains National Park quarter               | جورج واشنطن         | A log cabin in the forest with a hawk in flight                                                                                   | متداولة: 73,200,000 P 99,400,000 D غير متداولة: 1,360,780 S إثبات: 828,186 S (غلاف) 586,325 S (فضة)                                                        |               |              |
| 25¢         | Shenandoah National Park quarter                          | جورج واشنطن         | A hiker at the summit of Stony Man Trail                                                                                          | متداولة: 112,800,000 P 197,800,000 D غير متداولة: 1,239,320 S إثبات: 828,186 S (غلاف) 586,325 S (فضة)                                                      |               |              |
| 25¢         | Arches National Park quarter                              | جورج واشنطن         | قوس ديليكت with the جبال لا سال in the distance                                                                                   | متداولة: 214,200,000 P 251,400,000 D غير متداولة: 1,203,100 S إثبات: 828,186 S (غلاف) 586,325 S (فضة)                                                      |               |              |
| 25¢         | Great Sand Dunes National Park and Preserve quarter       | جورج واشنطن         | A father and son playing on the banks of a creek, with sand dunes and the Sangre de Cristo Mountains in the background            | متداولة: 159,600,000 P 171,800,000 D غير متداولة: 1,146,000 S إثبات: 828,186 S (غلاف) 586,325 S (فضة)                                                      |               |              |
| 25¢         | Everglades National Park quarter                          | جورج واشنطن         | An anhinga on a willow, and a roseate spoonbill wading in the water                                                               | متداولة: 157,601,200 P 142,400,000 D غير متداولة: 1,139,140 S إثبات: 828,186 S (غلاف) 586,325 S (فضة)                                                      |               |              |
| 50¢         | نصف الدولار الفضي لذكرى كينيدي الخمسين                    | جون إف. كينيدي      | عُقاب مُحاطًا بخمسين نجمة | تمت الموافقة على: 300,000 (max number of sets containing each coin) غير متداولة: 225,000 D 225,000 S (enhanced) إثبات: 225,000 P 225,000 W (reverse cameo) |               |              |
| 50¢         | 50th anniversary Kennedy high relief half dollar [Note 2] | جون إف. كينيدي      | عُقاب مُحاطًا بخمسين نجمة | تمت الموافقة على: 200,000 (max number of sets containing each coin) غير متداولة: 200,000 P 200,000 D                                                       |               |              |
| $1          | Native American "Hospitality" dollar [Note 1]             | ساكاجاويا           | Native American man clasping a ceremonial pipe while his wife holds a plate of provisions, including fish, corn, roots and gourds | غير متداولة: 5,600,000 P 3,080,000 D 50,000 D (enhanced) إثبات: 665,100 S                                                                                  |               |              |
| $1          | دولار وارن جي. هاردينج                                    | وارن جي. هاردينج    | تمثال الحرية | غير متداولة: 6,160,000 P 3,780,000 D إثبات: 1,373,569 S |               |              |
| $1          | دولار كالفين كوليدج                                       | كالفين كوليدج       | تمثال الحرية | غير متداولة: 4,480,000 P 3,780,000 D إثبات: 1,373,569 S |               |              |
| $1          | دولار هربرت هوفر                                          | هربرت هوفر          | تمثال الحرية | غير متداولة: 4,480,000 P 3,780,000 D إثبات: 1,373,569 S |               |              |
| $1          | دولار فرانكلين روزفلت                                     | فرانكلين روزفلت     | تمثال الحرية | غير متداولة: 4,760,000 P 3,920,000 D إثبات: 1,373,569 S |               |              |

### ميداليات
| الميدالية               | تصميم الوجه الأمامي | تصميم الوجه الخلفي | السكّ                 | التاريخ | الوجه الأمامي | الوجه الخلفي |
| ----------------------- | ------------------- | --- | -------------------- | ------- | ------------- | ------------ |
| Florence Harding medal  | Florence Harding    | Items relating to Mrs. Harding's life: ballots and ballot box, camera, torch, and initials referencing World War I veterans | غير متداولة ---- (P) | 2014    |               |              |
| Grace Coolidge medal    | Grace Coolidge      | U.S.A. spelled out in American Sign Language in front of the White House                                                    | غير متداولة ---- (P) | 2014    |               |              |
| Lou Hoover medal        | Lou Hoover          | Radio commemorating Mrs. Hoover's radio address of 19 April 1929, the first by a First Lady                                 | غير متداولة ---- (P) | 2014    |               |              |
| Eleanor Roosevelt medal | Eleanor Roosevelt   | A hand lighting a candle, symbolizing her life's work and the global impact of her humanitarian initiatives                 | غير متداولة ---- (P) | 2014    |               |              |

## 2015

### عملات غير متداولة
| قيمة العملة | العملة                                              | تصميم الوجه الأمامي                                | تصميم الوجه الخلفي | المعدن                   | السكّ                                                                       | التاريخ     | الوجه | الوجه الخلفي |
| ----------- | --------------------------------------------------- | -------------------------------------------------- | --- | ------------------------ | -------------------------------------------------------------------------- | ----------- | ----- | ------------ |
| 50¢         | U.S. Marshals Service 225th Anniversary half dollar | Present day and old west US Marshal                | Lady Justice | نحاس 92%, نيكل 8%        | تمت الموافقة على: 750,000 (حد أقصى) غير متداولة: 38,149 D إثبات: 76,549 S  | 2015        |       |              |
| $1          | U.S. Marshals Service 225th Anniversary dollar      | US Marshals Service Star                           | Old West US Marshal | فضة 90%, نحاس 10%        | تمت الموافقة على: 500,000 (حد أقصى) غير متداولة: 38,149 P إثبات: 124,329 P | 2015        |       |              |
| $5          | U.S. Marshals Service 225th Anniversary half eagle  | US Marshals Service Star                           | Eagle With Draped Flag | ذهب 90%, فضة 6%, نحاس 4% | تمت الموافقة على: 100,000 (حد أقصى) غير متداولة: 6,743 W إثبات: 24,959 W   | 2015        |       |              |
| $1          | March of Dimes dollar                               | President Franklin D. Roosevelt and Dr. Jonas Salk | Baby in a Hand | فضة 90%, نحاس 10%        | تمت الموافقة على: 500,000 (حد أقصى) غير متداولة: 24,742 P إثبات: 132,030 P | 2015        |       |              |
| $10         | عُقاب باس ترومان                                     | باس ترومان                                         | عجلة على قضبان السكة الحديد، ترمز لدعم السيدة ترومان لزوجها في جولته الانتخابية عبر محطات السكك الحديدية عام 1948.                    | ذهب 99.99%               | تمت الموافقة على: 10,000 (حد أقصى) غير متداولة: ---- W إثبات: ---- W       | 2015 – 2017 |       |              |
| $10         | عُقاب مامي أيزنهاور                                  | مامي أيزنهاور                                      | Hand holding an I Like Mamie badge | ذهب 99.99%               | تمت الموافقة على: 10,000 (حد أقصى) غير متداولة: ---- W إثبات: ---- W       | 2015 – 2017 |       |              |
| $10         | عُقابي جاكلين كينيدي                                 | جاكلين كينيدي                                      | Saucer magnolia flower (planted by Mrs. Kennedy beside the John F. Kennedy Eternal Flame) overlaid on an image of the world           | ذهب 99.99%               | تمت الموافقة على: 30,000 (حد أقصى) غير متداولة: ---- W إثبات: ---- W       | 2015 – 2017 |       |              |
| $10         | عُقاب ليدي بيرد جونسون                               | ليدي بيرد جونسون                                   | نصب جيفرسون التذكاري، نصب واشنطن and flowers in reference to Mrs. Johnson's efforts in the beautification and conservation of America | ذهب 99.99%               | تمت الموافقة على: 10,000 (حد أقصى) غير متداولة: ---- W إثبات: ---- W       | 2015 – 2017 |       |              |

### عملات متداولة
| قيمة العملة | العملة                                         | تصميم الوجه الأمامي | تصميم الوجه الخلفي                                                                     | السكّ                                                                                                  | الوجه الأمامي | الوجه الخلفي |
| ----------- | ---------------------------------------------- | ------------------- | -------------------------------------------------------------------------------------- | --- | ------------- | ------------ |
| 10¢         | March of Dimes dime [Note 2]                   | فرانكلين روزفلت     | Torch with branches of olive and oak                                                   | تمت الموافقة على: 75,000 (حد أقصى) إثبات: 74,430 P (reverse cameo silver) 74,430 W (فضة)              |               |              |
| 25¢         | Homestead National Monument of America quarter | جورج واشنطن         | A log cabin, two ears of corn, and a water pump, representing shelter, food, and water | متداولة: 214,400,000 P 248,600,000 D غير متداولة: 1,135,460 S إثبات: 831,503 S (غلاف) ---- S (فضة)    |               |              |
| 25¢         | Kisatchie National Forest quarter              | جورج واشنطن         | A wild turkey in flight over bluestem grass, with long leaf pines in the background    | متداولة: 397,200,000 P 379,600,000 D غير متداولة: 1,081,560 S إثبات: 831,503 S (غلاف) 443,630 S (فضة) |               |              |
| 25¢         | Blue Ridge Parkway quarter                     | جورج واشنطن         | A short stretch of the Blue Ridge Parkway, with flowering dogwood in the foreground    | متداولة: 325,616,000 P 505,200,000 D غير متداولة: 1,049,500 S إثبات: 831,503 S (غلاف) 443,630 S (فضة) |               |              |
| 25¢         | Bombay Hook National Wildlife Refuge quarter   | جورج واشنطن         | A great blue heron, with a great egret behind it, in a salt marsh                      | متداولة: 275,000,000 P 206,400,000 D غير متداولة: 923,960 S إثبات: 831,503 S (غلاف) 443,630 S (فضة)   |               |              |
| 25¢         | Saratoga National Historical Park quarter      | جورج واشنطن         | A close-up of جون بورغوين surrendering his sword to هوراشيو غيتس                       | متداولة: 223,000,000 P 215,800,000 D غير متداولة: 888,380 S إثبات: 831,503 S (غلاف) 443,630 S (فضة)   |               |              |
| $1          | Native American "Construction" dollar [Note 1] | ساكاجاويا           | عمال حديد من قبيلة موهوك                                                               | غير متداولة: 2,800,000 P 2,240,000 D 90,000 W (enhanced) إثبات: 1,050,166 S                           |               |              |
| $1          | دولار هاري ترومان                              | هاري ترومان         | تمثال الحرية                                                                           | غير متداولة: 4,900,000 P 3,500,000 D إثبات: 1,271,377 S 17,000 P (reverse cameo)                      |               |              |
| $1          | دولار دوايت أيزنهاور                           | دوايت أيزنهاور      | تمثال الحرية                                                                           | غير متداولة: 4,900,000 P 3,645,998 D إثبات: 1,271,377 S 17,000 P (reverse cameo)                      |               |              |
| $1          | دولار جون إف. كينيدي                           | جون إف. كينيدي      | تمثال الحرية                                                                           | غير متداولة: 6,160,000 P 5,180,000 D إثبات: 1,271,377 S 17,000 P (reverse cameo)                      |               |              |
| $1          | دولار ليندون جونسون                            | ليندون جونسون       | تمثال الحرية                                                                           | غير متداولة: 7,840,000 P 4,200,000 D إثبات: 1,271,377 S 17,000 P (reverse cameo)                      |               |              |

### ميداليات
| الميدالية                | تصميم الوجه الأمامي | تصميم الوجه الخلفي | السكّ                 | التاريخ | الوجه | الوجه الخلفي |
| ------------------------ | ------------------- | --- | -------------------- | ------- | ----- | ------------ |
| ميدالية باس ترومان       | باس ترومان          | عجلة على قضبان السكة الحديد، ترمز لدعم السيدة ترومان لزوجها في جولته الانتخابية عبر محطات السكك الحديدية عام 1948.                           | غير متداولة ---- (P) | 2015    |       |              |
| ميدالية مامي أيزنهاور    | مامي أيزنهاور       | Hand holding an I Like Mamie badge | غير متداولة ---- (P) | 2015    |       |              |
| ميدالية جاكلين كينيدي    | جاكلين كينيدي       | Saucer magnolia flower (planted by Mrs. Kennedy beside the John F. Kennedy Eternal Flame) overlaid on an image of the world                  | غير متداولة ---- (P) | 2015    |       |              |
| ميدالية ليدي بيرد جونسون | ليدي بيرد جونسون    | Jefferson Memorial, Washington Monument and flowers in reference to Mrs. Johnson's efforts in the beautification and conservation of America | غير متداولة ---- (P) | 2015    |       |              |

## 2016

### عملات غير متداولة
| قيمة العملة | العملة                                       | تصميم الوجه الأمامي                 | تصميم الوجه الخلفي | المعدن                   | السكّ                                                                     | التاريخ | الوجه الأمامي | الوجه الخلفي |
| ----------- | -------------------------------------------- | ----------------------------------- | --- | ------------------------ | ------------------------------------------------------------------------ | ------- | ------------- | ------------ |
| $1          | دولار مارك توين                              | مارك توين يدخن غليونًا               | شخصيات من عدة روايات لمارك توين | فضة 90%, نحاس 10%        | تمت الموافقة على: 500,000 (حد أقصى) غير متداولة: ---- P إثبات: ---- P    | 2016    |               |              |
| $5          | نصف عُقاب مارك توين                           | بورتريه مارك توين                   | قارب بخاري بعجلة دافعة | ذهب 90%, فضة 6%, نحاس 4% | تمت الموافقة على: 100,000 (حد أقصى) غير متداولة: 5,693 W إثبات: 13,266 W | 2016    |               |              |
| 50¢         | National Park Service Centennial half dollar | National Park Service               | National Park Service Logo | نحاس 92%, نيكل 8%        | تمت الموافقة على: 500,000 (حد أقصى) غير متداولة: ---- D إثبات: ---- S    | 2016    |               |              |
| $1          | National Park Service Centennial dollar      | Old Faithful Geyser                 | Heritage Culture Pride National Park Service Logo                                                                                       | فضة 90%, نحاس 10%        | تمت الموافقة على: 750,000 (حد أقصى) غير متداولة: ---- P إثبات: ---- P    | 2016    |               |              |
| $5          | National Park Service Centennial             | جون موير and ثيودور روزفلت          | National Park Service Logo | ذهب 90%, فضة 6%, نحاس 4% | تمت الموافقة على: 100,000 (حد أقصى) غير متداولة: ---- W إثبات: ---- W    | 2016    |               |              |
| 10¢         | Centennial Mercury dime                      | Mercury dime obverse                | Mercury dime reverse | ذهب 99.99%               | تمت الموافقة على: 125,000 (حد أقصى) غير متداولة: ---- W                  | 2016    |               |              |
| 25¢         | Centennial Standing Liberty quarter          | Standing Liberty quarter obverse    | Standing Liberty quarter reverse | ذهب 99.99%               | تمت الموافقة على: 100,000 (حد أقصى) غير متداولة: ---- W                  | 2016    |               |              |
| 50¢         | Centennial Walking Liberty half dollar       | Walking Liberty half dollar obverse | Walking Liberty half dollar reverse | ذهب 99.99%               | تمت الموافقة على: 70,000 (حد أقصى) غير متداولة: ---- W                   | 2016    |               |              |
| $10         | عُقاب بات نيكسون                              | بات نيكسون                          | People standing hand-in-hand surrounding a globe, symbolizing Mrs. Nixon's commitment to volunteerism                                   | ذهب 99.99%               | تمت الموافقة على: 10,000 (حد أقصى) غير متداولة: ---- W إثبات: ---- W     | 2016    |               |              |
| $10         | Elizabeth Ford eagle                         | Elizabeth Ford                      | Young woman ascending a staircase, representing Mrs. Ford's openness and advocacy regarding addiction، breast cancer and women's rights | ذهب 99.99%               | تمت الموافقة على: 10,000 (حد أقصى) غير متداولة: ---- W إثبات: ---- W     | 2016    |               |              |
| $10         | عُقاب نانسي ريجان                             | نانسي ريجان                         | Mrs. Reagan with two children wearing "Just Say No" T-shirts                                                                            | ذهب 99.99%               | تمت الموافقة على: 15,000 (حد أقصى) غير متداولة: ---- W إثبات: ---- W     | 2016    |               |              |

### عملات متداولة
| قيمة العملة | العملة                                          | تصميم الوجه الأمامي | تصميم الوجه الخلفي                                                                      | السكّ                                                                                                  | الوجه الأمامي | الوجه الخلفي |
| ----------- | ----------------------------------------------- | ------------------- | --------------------------------------------------------------------------------------- | --- | ------------- | ------------ |
| 25¢         | Shawnee National Forest quarter                 | جورج واشنطن         | Camel Rock and natural vegetation with a red-tailed hawk overhead                       | متداولة: 155,600,000 P 151,800,000 D غير متداولة: 1,029,340 S إثبات: 654,516 S (غلاف) 474,207 S (فضة) |               |              |
| 25¢         | Cumberland Gap National Historical Park quarter | جورج واشنطن         | A frontiersman gazing across the Cumberland Mountains to the West                       | متداولة: 215,400,000 P 223,200,000 D غير متداولة: 975,220 S إثبات: 654,516 S (غلاف) 474,207 S (فضة)   |               |              |
| 25¢         | Harpers Ferry National Historical Park quarter  | جورج واشنطن         | John Brown's Fort                                                                       | متداولة: 434,630,000 P 424,000,000 D غير متداولة: 976,420 S إثبات: 654,516 S (غلاف) 474,207 S (فضة)   |               |              |
| 25¢         | Theodore Roosevelt National Park quarter        | جورج واشنطن         | ثيودور روزفلت on horseback near the Little Missouri River                               | متداولة: 231,600,000 P 232,200,000 D غير متداولة: 976,760 S إثبات: 654,516 S (غلاف) 474,207 S (فضة)   |               |              |
| 25¢         | Fort Moultrie quarter                           | جورج واشنطن         | ويليام جاسبر returning the regimental flag to the ramparts of Fort Moultrie             | متداولة: 154,400,000 P 142,200,000 D غير متداولة: 863,860 S إثبات: 654,516 S (غلاف) 474,207 S (فضة)   |               |              |
| $1          | Native American "Code Talkers" dollar [Note 1]  | ساكاجاويا           | A خوذة برودي from WWI, an M1 helmet of WWII, and two feathers which combine to form a V | غير متداولة: 2,800,000 P 2,100,000 D 75,000 S (enhanced) إثبات: 923,414 S                             |               |              |
| $1          | دولار ريتشارد نيكسون                            |                     | تمثال الحرية                                                                            | غير متداولة: 5,460,000 P 4,340,000 D إثبات: ---- S                                                    |               |              |
| $1          | دولار جيرالد فورد                               |                     | تمثال الحرية                                                                            | غير متداولة: 5,460,000 P 5,040,000 D إثبات: ---- S                                                    |               |              |
| $1          | دولار رونالد ريجان                              |                     | تمثال الحرية                                                                            | غير متداولة: 7,140,000 P 5,880,000 D إثبات: ---- S ---- S (reverse cameo)                             |               |              |

### ميداليات
| الميدالية             | تصميم الوجه الأمامي | تصميم الوجه الخلفي                                                                                 | السكّ | التاريخ | الوجه الأمامي | الوجه الخلفي |
| --------------------- | ------------------- | -------------------------------------------------------------------------------------------------- | ---- | ------- | ------------- | ------------ |
| ميدالية بات نكسون     | بات نيكسون          | "أشخاص يقفون يداً بيد حول كرة، مما يرمز إلى التزام السيدة نيكسيون بالعمل التطوعي                    |      | 2016    |               |              |
| ميدالية إليزابيث فورد | إليزابيت فورد       | "امرأة شابة تصعد على الدرج، مما يمثل اهتمام السيدة فورد بقضايا الإدمان وسرطان الثدي وحقوق المرأة." |      | 2016    |               |              |
| ميدالية نانسي ريجان   | نانسي ريجان         | "السيدة ريجان مع طفلين يرتديان قمصان مكتوب عليها فقط قُل "لا" ‏."                                    |      | 2016    |               |              |

## 2017

### عملات غير متداولة
| قيمة العملة | العملة                                      | تصميم الوجه الأمامي              | تصميم الوجه الخلفي            | المعدن                   | السكّ                                                                  | التاريخ        | الوجه الأمامي | الوجه الخلفي |
| ----------- | ------------------------------------------- | -------------------------------- | ----------------------------- | ------------------------ | --------------------------------------------------------------------- | -------------- | ------------- | ------------ |
| $1          | Lions Clubs International Centennial dollar | Melvin Jones, founder            | زوج من الأسود: ذكر وأنثى      | فضة 90%, نحاس 10%        | تمت الموافقة على: 400,000 (حد أقصى) غير متداولة: ---- P إثبات: ---- P | 2017           |               |              |
| 50¢         | Boys Town Centennial half dollar            | Boys Town Monument               | Boys Town Home                | نحاس 92%, نيكل 8%        | تمت الموافقة على: 300,000 (حد أقصى) غير متداولة: ---- D إثبات: ---- S | 2017           |               |              |
| $1          | Boys Town Centennial dollar                 | Girl sitting under an oak branch | أطفال يلعبون تحت شجرة بلوط    | فضة 90%, نحاس 10%        | تمت الموافقة على: 350,000 (حد أقصى) غير متداولة: ---- P إثبات: ---- P | 2017           |               |              |
| $5          | Boys Town Centennial half eagle             | Fr Edward Flanagan               | Hand holding a young oak tree | ذهب 90%, فضة 6%, نحاس 4% | تمت الموافقة على: 50,000 (حد أقصى) غير متداولة: ---- W إثبات: ---- W  | 2017           |               |              |
| $100        | American Liberty 225th Anniversary union    | Lady Liberty                     | Soaring American Bald Eagle   | ذهب 99.99%               | تمت الموافقة على: 100,000 (حد أقصى) إثبات: ---- W                     | 2017 – present |               |              |

### عملات متداولة
| قيمة العملة | العملة                                               | تصميم الوجه الأمامي   | تصميم الوجه الخلفي                                                                     | السكّ | الوجه الأمامي | الوجه الخلفي |
| ----------- | ---------------------------------------------------- | --------------------- | -------------------------------------------------------------------------------------- | --- | ------------- | ------------ |
| 1¢          | US Mint 225th anniversary penny                      | أبراهام لنكولن        | Union shield                                                                           | متداولة: 4,361,220,000 P غير متداولة: 225,000 S (enhanced)                                                               |               |              |
| 5¢          | US Mint 225th anniversary nickel [Note 2]            | توماس جفرسون          | مونتيسيلو                                                                              | غير متداولة: 225,000 S (enhanced)                                                                                        |               |              |
| 10¢         | US Mint 225th anniversary dime [Note 2]              | Franklin D. Roosevelt | Torch with branches of olive and oak                                                   | غير متداولة: 225,000 S (enhanced)                                                                                        |               |              |
| 25¢         | Effigy Mounds National Monument quarter              | جورج واشنطن           | An aerial view of effigy mounds in the Marching Bear Group                             | متداولة: 271,200,000 P 210,800,000 D غير متداولة: 919,620 S 225,000 S (enhanced) إثبات: 629,997 S (غلاف) 466,711 S (فضة) |               |              |
| 25¢         | Frederick Douglass National Historic Site quarter    | جورج واشنطن           | فريدريك دوغلاس seated at a writing desk with his home in the background                | متداولة: 184,800,000 P 185,800,000 D غير متداولة: 910,760 S 225,000 S (enhanced) إثبات: 629,997 S (غلاف) 466,711 S (فضة) |               |              |
| 25¢         | Ozark National Scenic Riverways quarter              | جورج واشنطن           | Alley Mill                                                                             | متداولة: 203,000,000 P 200,000,000 D غير متداولة: 878,240 S 225,000 S (enhanced) إثبات: 629,997 S (غلاف) 466,711 S (فضة) |               |              |
| 25¢         | Ellis Island quarter                                 | جورج واشنطن           | An immigrant family approaching Ellis Island                                           | متداولة: 234,000,000 P 254,000,000 D غير متداولة: 901,780 S 225,000 S (enhanced) إثبات: 629,997 S (غلاف) 466,711 S (فضة) |               |              |
| 25¢         | George Rogers Clark National Historical Park quarter | جورج واشنطن           | جورج روجرز كلارك leading his men through the flooded plains approaching Fort Sackville | متداولة: 196,600,000 P 180,800,000 D غير متداولة: 815,540 S 225,000 S (enhanced) إثبات: 629,997 S (غلاف) 466,711 S (فضة) |               |              |
| 50¢         | US Mint 225th anniversary half dollar [Note 2]       | John F. Kennedy       | Eagle surrounded by 50 stars                                                           | غير متداولة: 225,000 S (enhanced)                                                                                        |               |              |
| $1          | Native American "Sequoyah" dollar [Note 1]           | ساكاجاويا             | سيكويا                                                                                 | غير متداولة: 1,820,000 P 1,540,000 D 225,000 S (enhanced) إثبات: ---- S                                                  |               |              |

### ميداليات
| الميدالية                                | تصميم الوجه الأمامي | تصميم الوجه الخلفي          | السكّ          | التاريخ | الوجه الأمامي | الوجه الخلفي |
| ---------------------------------------- | ------------------- | --------------------------- | ------------- | ------- | ------------- | ------------ |
| American Liberty 225th Anniversary medal | Lady Liberty        | Soaring American Bald Eagle | Proof: ---- P | 2017    |               |              |

## 2018

### عملات غير متداولة
| قيمة العملة | العملة                                   | تصميم الوجه الأمامي   | تصميم الوجه الخلفي          | المعدن                      | السكّ                                                                            | التاريخ        | الوجه الأمامي | الوجه الخلفي |
| ----------- | ---------------------------------------- | --------------------- | --------------------------- | --------------------------- | ------------------------------------------------------------------------------- | -------------- | ------------- | ------------ |
| $1          | World War I Centennial dollar            | Soldier holding rifle | Poppies in barbed wire      | فضة 90%, نحاس 10%           | تمت الموافقة على: 350,000 (حد أقصى) غير متداولة: ---- P إثبات: ---- P           | 2018           |               |              |
| 50¢         | Breast Cancer Awareness half dollar      | Two Women             | Tiger Swallowtail Butterfly | نحاس 92%, نيكل 8%           | تمت الموافقة على: 750,000 (حد أقصى) غير متداولة: ---- D إثبات: ---- S           | 2018           |               |              |
| $1          | Breast Cancer Awareness dollar           | Two Women             | Tiger Swallowtail Butterfly | فضة 90%, نحاس 10%           | تمت الموافقة على: 400,000 (حد أقصى) غير متداولة: ---- P إثبات: ---- P           | 2018           |               |              |
| $5          | Breast Cancer Awareness half eagle       | Two Women             | Tiger Swallowtail Butterfly | ذهب 85%, نحاس 14.8%, Zn .2% | تمت الموافقة على: 50,000 (حد أقصى) غير متداولة: ---- W عملات غير متداولة ---- W | 2018           |               |              |
| $10         | American Liberty 225th Anniversary eagle | Lady Liberty          | Soaring American Bald Eagle | ذهب 99.99%                  | إثبات: ---- W                                                                   | 2018 – present |               |              |

### عملات متداولة
| قيمة العملة | العملة                                                                        | تصميم الوجه الأمامي   | تصميم الوجه الخلفي                                                                                  | السكّ | الوجه الأمامي | الوجه الخلفي |
| ----------- | ----------------------------------------------------------------------------- | --------------------- | --------------------------------------------------------------------------------------------------- | --- | ------------- | ------------ |
| 1¢          | San Francisco Mint 50th anniversary reverse proof penny [Note 2]              | أبراهام لنكولن        | Union shield                                                                                        | إثبات: 200,000 S |               |              |
| 5¢          | San Francisco Mint 50th anniversary reverse proof nickel [Note 2]             | Thomas Jefferson      | Monticello                                                                                          | إثبات: 200,000 S |               |              |
| 10¢         | San Francisco Mint 50th anniversary reverse proof silver dime [Note 2]        | Franklin D. Roosevelt | Torch with branches of olive and oak                                                                | إثبات: 200,000 S |               |              |
| 25¢         | Pictured Rocks National Lakeshore quarter                                     | جورج واشنطن           | Chapel Rock, with a white pine tree                                                                 | متداولة: 186,714,000 P 182,600,000 D غير متداولة: ---- S إثبات: ---- S (غلاف) ---- S (فضة) 200,000 S (reverse cameo silver) |               |              |
| 25¢         | Apostle Islands National Lakeshore quarter                                    | جورج واشنطن           | Devils Island, with sea caves and the Devils Island Lighthouse, and a kayaker in the foreground     | متداولة: 223,200,000 P 213,400,000 D غير متداولة: ---- S إثبات: ---- S (غلاف) ---- S (فضة) 200,000 S (reverse cameo silver) |               |              |
| 25¢         | Voyageurs National Park quarter                                               | جورج واشنطن           | A common loon, with a rock cliff in the background                                                  | متداولة: 237,400,000 P 197,800,000 D غير متداولة: ---- S إثبات: ---- S (غلاف) ---- S (فضة) 200,000 S (reverse cameo silver) |               |              |
| 25¢         | Cumberland Island National Seashore quarter                                   | جورج واشنطن           | A snowy egret, with a salt marsh in the background                                                  | متداولة: 138,000,000 P 151,600,000 D غير متداولة: ---- S إثبات: ---- S (غلاف) ---- S (فضة) 200,000 S (reverse cameo silver) |               |              |
| 25¢         | Block Island National Wildlife Refuge quarter                                 | جورج واشنطن           | A black-crowned night heron flying over Cow Cove beach, with the North Lighthouse in the background | متداولة: 159,600,000 P 159,600,000 D غير متداولة: ---- S إثبات: ---- S (غلاف) ---- S (فضة) 200,000 S (reverse cameo silver) |               |              |
| 50¢         | San Francisco Mint 50th anniversary reverse proof silver half dollar [Note 2] | John F. Kennedy       | Eagle surrounded by 50 stars                                                                        | إثبات: 200,000 S |               |              |
| $1          | Native American "Jim Thorpe" dollar [Note 1]                                  | ساكاجاويا             | جيم ثورب                                                                                            | غير متداولة: 1,400,000 P 1,400,000 D إثبات: ---- S 200,000 S (reverse cameo)                                                |               |              |
| $1          | American Innovation introductory dollar [Note 1]                              | تمثال الحرية          | | غير متداولة: ---- P ---- D إثبات: ---- S                                                                                    |               |              |

### ميداليات
| الميدالية                                       | تصميم الوجه الأمامي                                         | تصميم الوجه الخلفي                                                    | السكّ          | التاريخ | الوجه الأمامي | الوجه الخلفي |
| ----------------------------------------------- | ----------------------------------------------------------- | --------------------------------------------------------------------- | ------------- | ------- | ------------- | ------------ |
| World War I Centennial Army silver medal        | Soldier cutting a barbed wire, while another aims his rifle | Military service mark of the القوات البرية للولايات المتحدة           | إثبات: ---- W | 2018    |               |              |
| World War I Centennial Marine silver medal      | Marine stands guard while another kneels                    | WWI-era version of the Emblem of the قوات مشاة بحرية الولايات المتحدة | إثبات: ---- S | 2018    |               |              |
| World War I Centennial Navy silver medal        | مدمرة and two kite balloons                                 | Officer's Cap Device                                                  | إثبات: ---- P | 2018    |               |              |
| World War I Centennial Air Service silver medal | Two views of the SPAD S.XIII                                | Military Aviator Insignia                                             | إثبات: ---- D | 2018    |               |              |
| World War I Centennial Coast Guard silver medal | Lifeboat from the USCGC Seneca                              | WWI-era version of the Emblem of the حرس السواحل الأمريكي             | إثبات: ---- P | 2018    |               |              |

## 2019

### عملات غير متداولة
| قيمة العملة | العملة                                         | تصميم الوجه الأمامي    | تصميم الوجه الخلفي           | المعدن                   | السكّ                                                                  | التاريخ        | الوجه الأمامي | الوجه الخلفي |
| ----------- | ---------------------------------------------- | ---------------------- | ---------------------------- | ------------------------ | --------------------------------------------------------------------- | -------------- | ------------- | ------------ |
| 50¢         | Apollo 11 50th Anniversary half dollar         | Lunar Footprint        | باز ألدرن على القمر          | نحاس 92%, نيكل 8%        | تمت الموافقة على: 750,000 (حد أقصى) غير متداولة: ---- D إثبات: ---- S | 2019 – present |               |              |
| $1          | Apollo 11 50th Anniversary dollar              | Lunar Footprint        | باز ألدرن على القمر          | فضة 99.9%                | تمت الموافقة على: 400,000 (حد أقصى) غير متداولة: ---- P إثبات: ---- P | 2019 – present |               |              |
| $1          | Apollo 11 50th Anniversary dollar (5oz silver) | Lunar Footprint        | باز ألدرن على القمر          | فضة 99.9%                | تمت الموافقة على: 100,000 (حد أقصى) إثبات: ---- P                     | 2019 – present |               |              |
| $5          | Apollo 11 50th Anniversary half eagle          | Lunar Footprint        | باز ألدرن على القمر          | ذهب 90%, فضة 6%, نحاس 4% | تمت الموافقة على: 50,000 (حد أقصى) غير متداولة: ---- W إثبات: ---- W  | 2019 – present |               |              |
| 50¢         | American Legion Centennial half dollar         | Two Children           | American Flag, عهد الولاء    | نحاس 92%, نيكل 8%        | تمت الموافقة على: 750,000 (حد أقصى) غير متداولة: ---- D إثبات: ---- S | 2019 – present |               |              |
| $1          | American Legion 100th Anniversary dollar       | American Legion Emblem | American Legion in Paris     | فضة 99.9%                | تمت الموافقة على: 400,000 (حد أقصى) غير متداولة: ---- P إثبات: ---- P | 2019 – present |               |              |
| $5          | American Legion 100th Anniversary half eagle   | American Legion        | Eagle/American Legion Emblem | ذهب 90%, فضة 6%, نحاس 4% | تمت الموافقة على: 50,000 (حد أقصى) غير متداولة: ---- W إثبات: ---- W  | 2019 – present |               |              |

### عملات متداولة
| قيمة العملة | العملة                                                                  | تصميم الوجه الأمامي | تصميم الوجه الخلفي | السكّ | الوجه الأمامي | الوجه الخلفي |
| ----------- | ----------------------------------------------------------------------- | ------------------- | --- | --- | ------------- | ------------ |
| 1¢          | "W" Lincoln penny [Note 2]                                              | أبراهام لنكولن      | Union shield | غير متداولة: ---- W إثبات: ---- W (standard finish) ---- W (reverse cameo)                                   |               |              |
| 25¢         | Lowell National Historical Park quarter                                 | جورج واشنطن         | A mill girl working at a power loom, with the Boott Mill clock tower outside the window | متداولة: ---- P ---- D 2,000,000 W غير متداولة: ---- S إثبات: ---- S (غلاف) ---- S (فضة)                     |               |              |
| 25¢         | American Memorial Park quarter                                          | جورج واشنطن         | A young Chamorro woman at the Flag Circle and Court of Honor | متداولة: ---- P ---- D 2,000,000 W غير متداولة: ---- S إثبات: ---- S (غلاف) ---- S (فضة)                     |               |              |
| 25¢         | War in the Pacific National Historical Park quarter                     | جورج واشنطن         | American forces coming ashore during the Second Battle of Guam | متداولة: ---- P ---- D 2,000,000 W غير متداولة: ---- S إثبات: ---- S (غلاف) ---- S (فضة)                     |               |              |
| 25¢         | San Antonio Missions National Historical Park quarter                   | جورج واشنطن         | Elements of the Spanish colonial real coin: arches and a bell symbolizing community, a lion symbolizing Spanish cultural heritage, waves symbolizing the waters of the San Antonio River, and wheat symbolizing farming | متداولة: ---- P ---- D 2,000,000 W غير متداولة: ---- S إثبات: ---- S (غلاف) ---- S (فضة)                     |               |              |
| 25¢         | Frank Church–River of No Return Wilderness quarter                      | جورج واشنطن         | A drift boat on the Salmon River, with the wilderness in the background | متداولة: ---- P ---- D 2,000,000 W غير متداولة: ---- S إثبات: ---- S (غلاف) (بالإنجليزية: clad)‏ ---- S (فضة) |               |              |
| $1          | Native American "American Indians in the Space Program" dollar [Note 1] | ساكاجاويا           | Mary G. Ross and جون هارينغتون | غير متداولة: ---- P ---- P (enhanced) ---- D إثبات: ---- S                                                   |               |              |
| $1          | Annie Jump Cannon (Delaware) dollar [Note 1]                            | تمثال الحرية        | Silhouette of Cannon against a night sky with multiple stars visible | ---- |               |              |
| $1          | Polio vaccine (Pennsylvania) dollar [Note 1]                            | تمثال الحرية        | مجهر and a poliovirus | ---- |               |              |
| $1          | Lightbulb (New Jersey) dollar [Note 1]                                  | تمثال الحرية        | Edison light bulb | ---- |               |              |
| $1          | Trustees’ Garden (Georgia) dollar [Note 1]                              | تمثال الحرية        | Hand planting seeds | ---- |               |              |

### ميداليات
| الميدالية                                      | تصميم الوجه الأمامي                                                                   | تصميم الوجه الخلفي                   | السكّ                                               | التاريخ                 | الوجه الأمامي | الوجه الخلفي |
| ---------------------------------------------- | ------------------------------------------------------------------------------------- | ------------------------------------ | -------------------------------------------------- | ----------------------- | ------------- | ------------ |
| American Legion 100th Anniversary silver medal | Eagle preparing for flight, five stars representing the five branches of the military | Field of stars with one star missing | تمت الموافقة على: 10,000 (حد أقصى) إثبات: ---- (P) | مايو 20, 2019 – present |               |              |